# Alfred Laubmann
Alfred Laubmann, né à Kaufbeuren en 1886 et mort en 1965, est un ornithologue allemand. Laubmann est le conservateur en chef de la Collection zoologique d'État de Munich. Il collecte plus de 6 000 spécimens d'oiseaux provenant notamment du Paléarctique.